# Pont de Bir-Hakeim
Il Pont de Bir-Hakeim è un ponte di Parigi che attraversa la Senna nel lussuoso quartiere di Passy, nel XVI arrondissement, e che collega quest'ultimo con il XV arrondissement. In particolare collega l'avenue du Président-Kennedy, sulla riva destra della Senna, nel quartiere della Muette, ai quai Branly e de Grenelle sulla riva sinistra, nel quartiere di Grenelle. Prende il nome dalla battaglia di Bir Hacheim, combattuta in Nordafrica durante la seconda guerra mondiale.
Dal 10 luglio 1986 è iscritto nel registro dei monumenti storici di Francia.

## Il ponte di Bir-Hakeim nella cultura di massa
Il ponte fu scenario di numerosi film di successo: Ultimo tango a Parigi, Ascensore per il patibolo, Zazie nel metrò, Il poliziotto della brigata criminale, Ronin, Taxxi 2, Il mistero delle pagine perdute - National Treasure, La Belle Personne, Un indiano in città, Munich, Inception, Dexter, Il prezzo dell'arte, e venne utilizzato inoltre da Marcus Miller per la copertina dell'album Renaissance (2012).